# Антономасия
Антонома́сия, антонома́зия (от др.-греч. ἀντονομασία — переименование) — троп, выражающийся в замене названия или имени указанием какой-нибудь существенной особенности предмета или отношения его к чему-либо. Латинское по происхождению название для того же поэтического тропа или, в иной перспективе, риторической фигуре, — прономина́ция (от лат. pronominatio).

## Употребление
Пример замены на существенную особенность предмета: «наше всё» вместо «Пушкин». Пример замены на указание отношения: «автор „Войны и мира“» вместо «Толстой»; «Пелеев сын» вместо «Ахилл». Особенно часто употреблялась в скандинавской скальдической поэзии (см. кеннинги): «мать грозы великанов» — Фригг (мать Тора).
Кроме того, антономасией называется также замена нарицательного имени собственным (употребление собственного имени в значении нарицательного).
Антономасия и в том, и в другом случае является особым видом метонимии.

## Примеры
- «Эскулап» вместо «врач»:

Я ускользнул от Эскулапа

Худой, обритый — но живой;

Его мучительная лапа

Не тяготеет надо мной.
— А. С. Пушкин. N. N. (В. В. Энгельгардту)
- В функции имени нарицательного, с одной стороны, выступает здесь распространённая фамилия Семёновы, с другой — имеются в виду угрожавшие Владивостоку и Сибири антисоветские вооружённые формирования атамана Г. М. Семёнова[2]:

Мы пили песни, ели зори

и мясо будущих времён, а вы —

с ненужной хитростью во взоре

сплошные тёмные Семёновы.
— Н. Н. Асеев